# 507 (szám)
Az 507 (római számmal: DVII) egy természetes szám.

## A szám a matematikában
A tízes számrendszerbeli 507-es a kettes számrendszerben 111111011, a nyolcas számrendszerben 773, a tizenhatos számrendszerben 1FB alakban írható fel.
Az 507 páratlan szám, összetett szám, kanonikus alakban a 31 · 132 szorzattal, normálalakban az 5,07 · 102 szorzattal írható fel. Hat osztója van a természetes számok halmazán, ezek növekvő sorrendben: 1, 3, 13, 39, 169 és 507.
Az 507 négyzete 257 049, köbe 130 323 843, négyzetgyöke 22,51666, köbgyöke 7,97387, reciproka 0,0019724. Az 507 egység sugarú kör kerülete 3185,57495 egység, területe 807 543,25001 területegység; az 507 egység sugarú gömb térfogata 545 899 237,0 térfogategység.